# El Tanque
El Tanque è un comune spagnolo di 2 966 abitanti situato nella comunità autonoma delle Canarie.